# Shinzo Abe
Shinzō Abe (安倍 晋三, Abe Shinzō); (Tóquio, 21 de setembro de 1954 – Nara, 8 de julho de 2022) foi um político japonês que serviu quatro mandatos como Primeiro-ministro do Japão. Membro do grupo nacionalista Nippon Kaigi, Abe foi considerado um político conservador, um populista e nacionalista.  Suas políticas, principalmente na área econômica, ficaram conhecidas como Abenomics (アベノミクス, Abenomikusu), apostando no livre mercado, nos pilares de flexibilização quantitativa, políticas de estímulo a produção e equilíbrio fiscal, além de ajuste estrutural, enquanto buscou manter e expandir o estado de bem-estar social japonês.
Em 28 de agosto de 2020, Abe anunciou sua renúncia como primeiro-ministro, citando um ressurgimento de sua colite ulcerosa. No dia 8 de julho de 2022 Abe sofreu um atentado durante um comício em Nara, capital da província homônima, com uma arma de fabricação caseira. O político foi atingido e declarado morto poucas horas depois.

## Educação e carreira
Shinzō Abe estudou Ciência Política na Universidade Seikei graduando-se em 1977. Ingressou na carreira política em 1982, seguindo os passos de seu pai Shintaro Abe e avô Kan Abe. Abe foi eleito pela província de Yamaguchi em 1993.[carece de fontes?]
Porta-voz e ministro-chefe do gabinete de Junichiro Koizumi, Abe derrotou Sadakazu Tanigaki e Taro Aso na disputa pela presidência do Partido Liberal Democrata, em 20 de setembro de 2006, o que lhe garantiu a indicação para o cargo de primeiro-ministro ao fim do mandato de Koizumi. Seis dias depois, Abe foi eleito premiê do Japão, com 339 dos 446 votos na Câmara Baixa e 136 dos 240 na Câmara Alta, além de contar com um apoio popular de quase 70%, mas era considerado por analistas como um político inexperiente. Aos 52 anos, ele seria o mais jovem ocupante do cargo desde a Segunda Guerra Mundial.
Político de perfil conservador, Shinzō Abe tinha como principal objetivo conduzir uma reforma constitucional. Outro desafio do novo premiê no cargo era restabelecer relações com a República Popular da China e a Coreia do Sul, prejudicadas pelas visitas do antecessor Koizumi ao Santuário Yasukuni, em Tóquio, que homenageia mortos da Segunda Guerra Mundial.

## Primeiro-ministro do Japão

### Primeiro mandato (2006–2007)

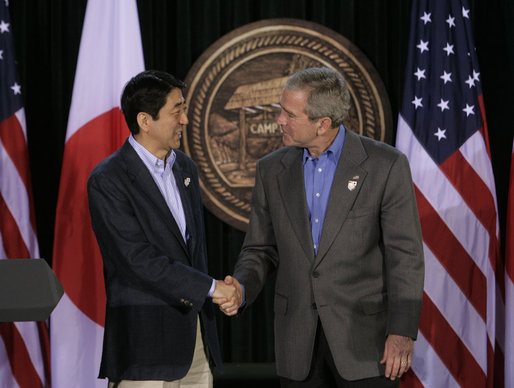
Abe cumprimentando o presidente dos Estados Unidos, George W. Bush, em abril de 2007

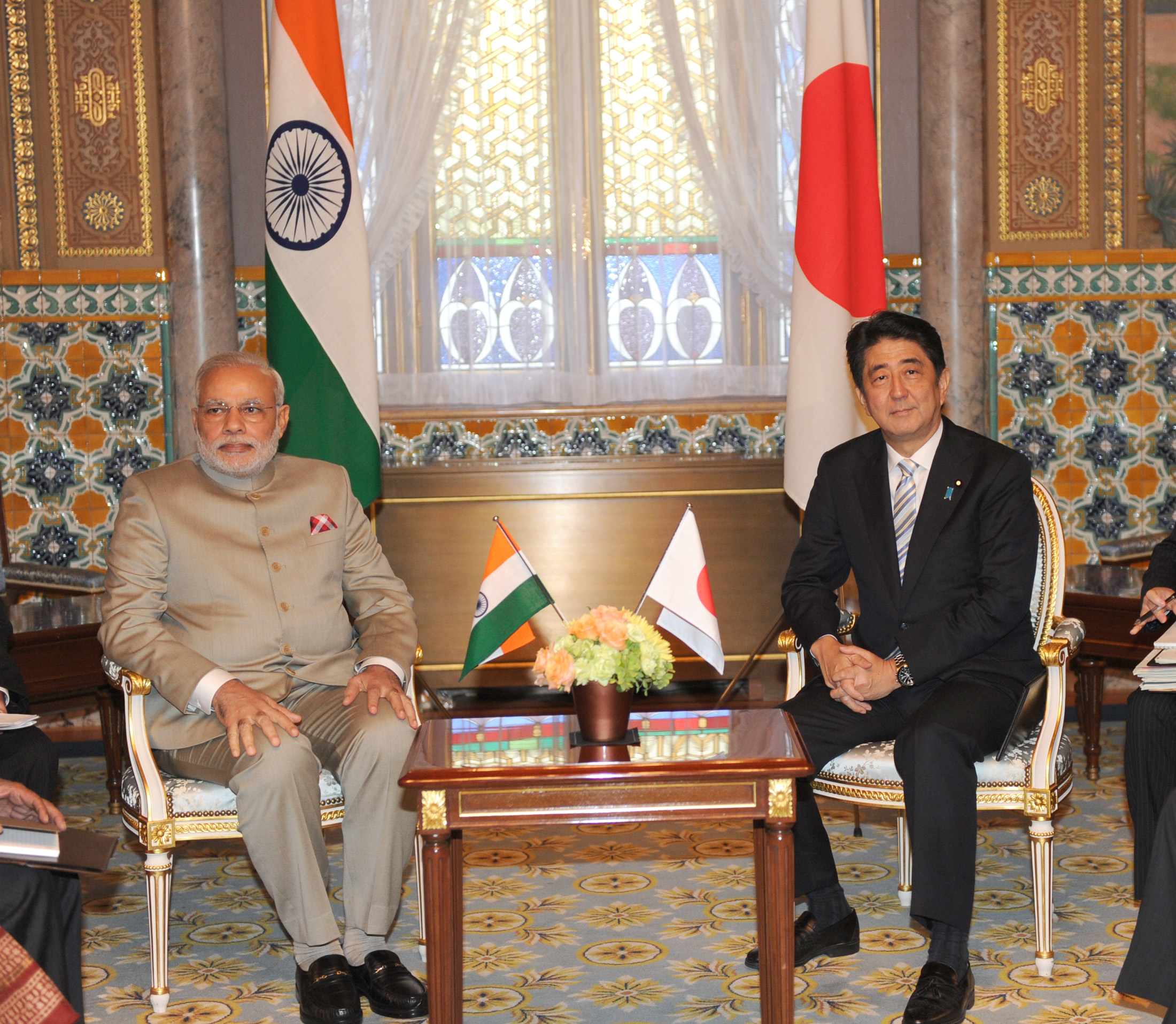
Abe com o atual primeiro-ministro da Índia, Narendra Modi, em 2014

Em outubro de 2006, Shinzō Abe visitou a China, sua primeira viagem ao exterior como primeiro-ministro e que foi considerada histórica para as relações entre os dois países, e a Coreia do Sul.
Mas seu mandato foi marcado por uma série de escândalos de corrupção política e gafes de seus subordinados. Ainda em dezembro daquele ano, Genichiro Sata, vice-ministro de Reforma Administrativa, renunciou devido a envolvimento em um caso de fraude.
Em janeiro de 2007, Abe teve de ouvir do seu ministro da Defesa, Fumio Kyuma, que o presidente dos Estados Unidos George W. Bush - principal aliado internacional de premiê japonês - tinha se equivocado na Guerra do Iraque. No mesmo mês, o primeiro-ministro teve de repreender o seu ministro da Saúde, Hakuo Yanagisawa, que havia declarado que as mulheres são "máquinas de ter filhos".
Ao completar seis meses no cargo, a popularidade de Abe caiu para 35%.
Após a polêmica defesa ao exército japonês, acusado de recrutar mulheres estrangeiras como escravas sexuais durante a Segunda Guerra Mundial ("mulheres de conforto"), Abe teve de voltar atrás e pedir desculpas. O pedido veio em tempo da visita ao Japão de Wen Jiabao, primeiro-ministro da China, em abril, que foi considerado um gesto de reaproximação entre os dois países. No mesmo mês, Abe admitiu durante uma entrevista à revista "Newsweek" a responsabilidade do Japão no caso das escravas sexuais.
No fim de abril e início de maio, pela primeira vez como chefe de governo japonês, Abe visitou os Estados Unidos e as tropas japonesas no Kuait.
Também em maio, Abe envolveu-se em uma nova controvérsia com a República Popular da China e a Coreia do Sul, ao despachar uma oferenda floral ao Templo de Yasukuni. E no campo doméstico, Toshikatsu Matsuoka, ministro da Agricultura demissionário e acusado de envolvimento com a cobrança de comissões de empresas construtoras, cometeu suicídio.
Outro ministro de Estado a renunciar ao cargo foi o ministro da Defesa Fumio Kyuma, devido a polêmica causada por suas declarações, nas quais considerou "inevitáveis" as bombas atômicas lançadas pelos norte-americanos em Hiroshima e Nagasaki no fim da Segunda Guerra Mundial.
Esses casos culminaram com a derrota do PLD nas eleições para o Senado japonês, perdendo para a oposição a maioria na casa. Políticos oposicionistas e alguns correligionários pediram a renúncia de Abe, mas o primeiro-ministro recusou-se a entregar o cargo. No final desse mês, a Câmara dos Representantes norte-americana aprovou uma resolução recomendando que o Japão pedisse oficialmente desculpas reconhecendo a prática de escravidão sexual durante a Segunda Guerra Mundial, o que causou irritação em Abe.
Em agosto, o premiê japonês exonerou o ministro de Agricultura Norihiko Akagi, por envolvimento em escândalo de corrupção. Em resposta à queda de popularidade do seu governo e à derrota eleitoral sofrida por seu partido no mês anterior, Abe fez uma reformulação no gabinete ministerial.
Em setembro, uma semana após a reforma ministerial, o ministro da Agricultura Tokohiko Endo renunciou ao seu cargo, acusado de corrupção. Enfraquecido, Abe anunciou que renunciaria caso não conseguisse prorrogar a Lei Especial de Medidas Antiterroristas, que expiraria em 1º de novembro de 2007, que entre outras coisas é responsável pela missão japonesa no Afeganistão. Em 12 de setembro de 2007, Abe anunciou sua renuncia ao cargo, por não contar com apoio da população e não conseguir estender a Lei Antiterrorista.

### Segundo mandato (2012–2014)
Após as eleições parlamentares em 16 de dezembro de 2012, o Partido Liberal Democrata conseguiu eleger a maioria da Câmara Baixa da Dieta, com o apoio de 328 dos 480 membros da Câmara dos Representantes. Assim, em 26 de dezembro, Abe foi reconduzido ao posto de primeiro-ministro. Após sua vitória, Abe disse: "Com a força de todo o meu gabinete, implementarei uma política monetária ousada, uma política fiscal flexível e uma estratégia de crescimento que incentive o investimento privado e, com esses três pilares da política, alcançarei resultados".
No seu segundo mandato, buscou equilíbrio fiscal e pacotes de estimulo a economia. No âmbito externo, manteve uma linha dura com a Coreia do Norte e a China, embora buscasse melhores relações com seus vizinhos. Em um ponto mais polêmico, buscou revogar o Artigo 9 da constituição pacifista do Japão para expandir as forças armadas e aumentar seu papel dentro do país, permitindo ao governo japonês mobilizar tropas, até para o exterior, em missões não pacifistas.

### Terceiro mandato (2014–2017)

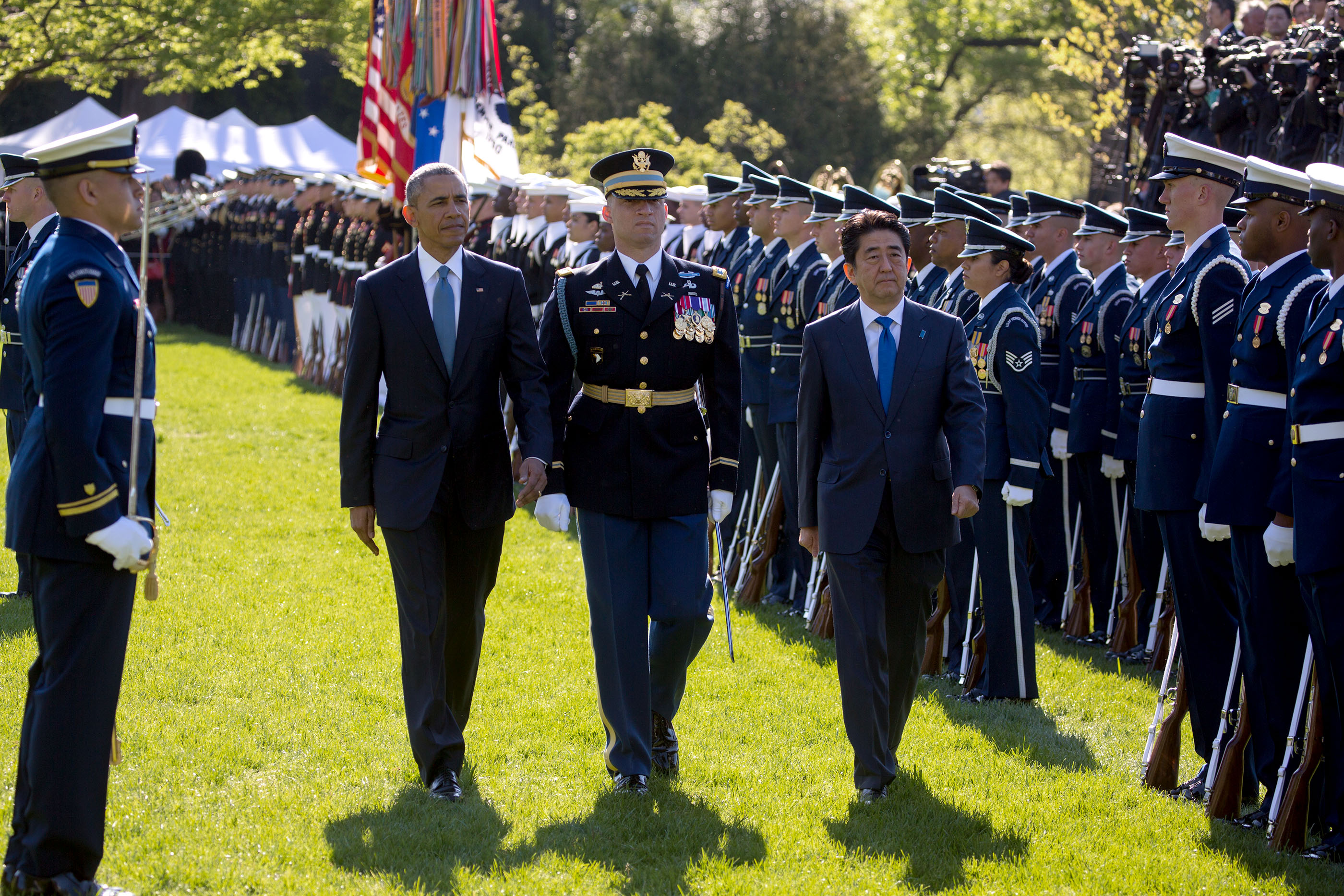
Abe e o presidente dos Estados Unidos, Barack Obama, revisam as tropas durante a visita do primeiro-ministro a Washington, D.C., em abril de 2015

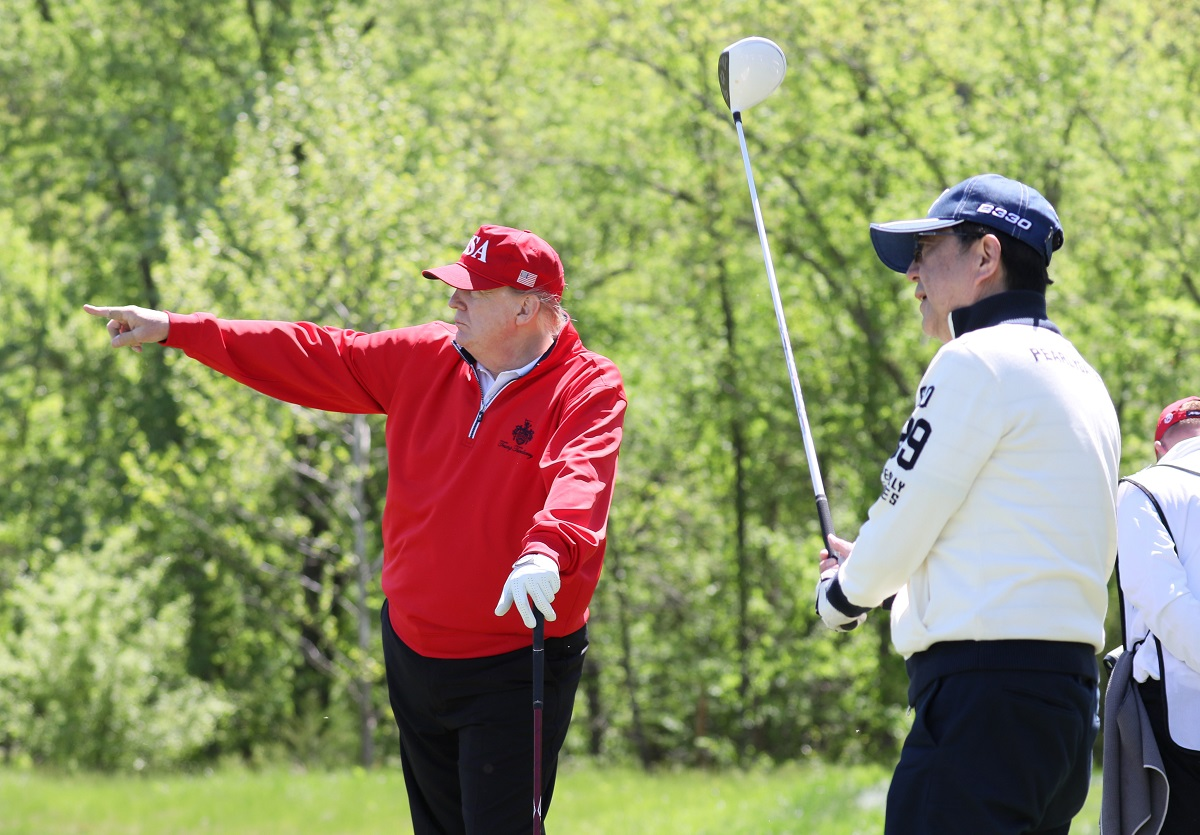
Abe desenvolveu laços próximos com o presidente dos Estados Unidos, Donald Trump

Em 24 de dezembro de 2014, Abe foi reeleito para o cargo de primeiro-ministro pela Câmara dos Representantes. A única mudança que ele fez ao apresentar seu terceiro gabinete foi substituir o ministro da Defesa Akinori Eto, que também estava envolvido em uma controvérsia de financiamento político, por Gen Nakatani. Em seu discurso político de fevereiro, enquanto o Gabinete resistia a um escândalo na escola Moritomo Gakuen, Abe pediu que a nova Dieta promulgasse "as reformas mais drásticas desde o fim da Segunda Guerra Mundial" nas áreas da economia, agricultura, saúde e outros setores.
Na eleição de 2016 para a Câmara dos Vereadores, a primeira que permitiu que cidadãos japoneses com 18 anos ou mais votassem, Abe liderou o pacto LDP-Komeito à vitória, com a coalizão possuindo a maioria na Câmara dos Vereadores, uma vez que foi ganhou em 242 lugares. Os resultados da eleição abriram o debate sobre a reforma constitucional, particularmente na emenda do Artigo 9 da constituição pacifista do Japão, com os partidos pró-revisionistas ganhando a maioria de dois terços necessária para a reforma, ao lado de uma maioria de dois terços na Câmara dos Representantes, o que em última análise, levou a um referendo nacional. Abe permaneceu relativamente quieto sobre o assunto pelo resto do ano, mas em maio de 2017, anunciou que a reforma constitucional entraria em vigor em 2020.

### Quarto mandato (2017–2020)

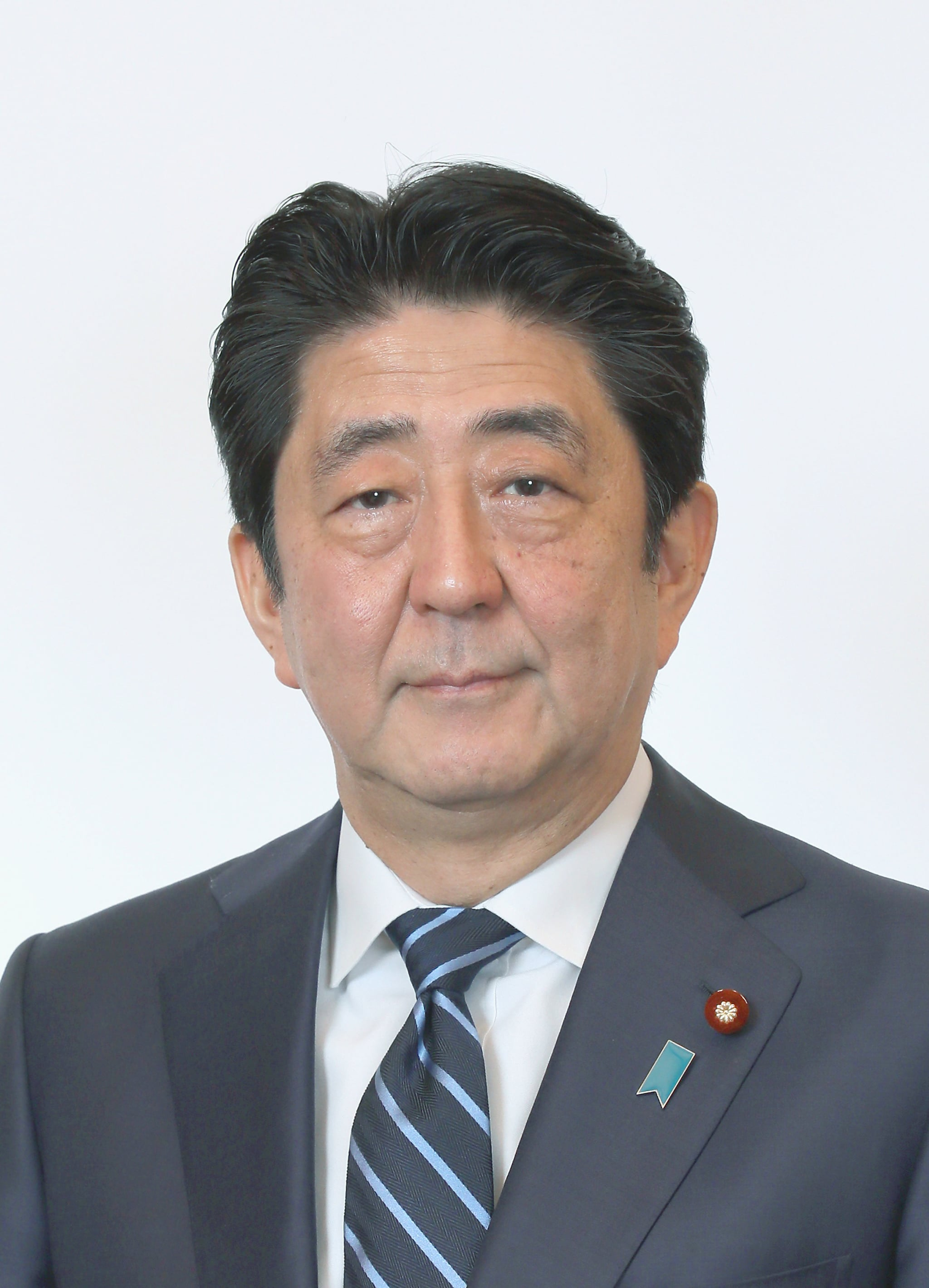
Retrato oficial do primeiro-ministro Abe em 2020.

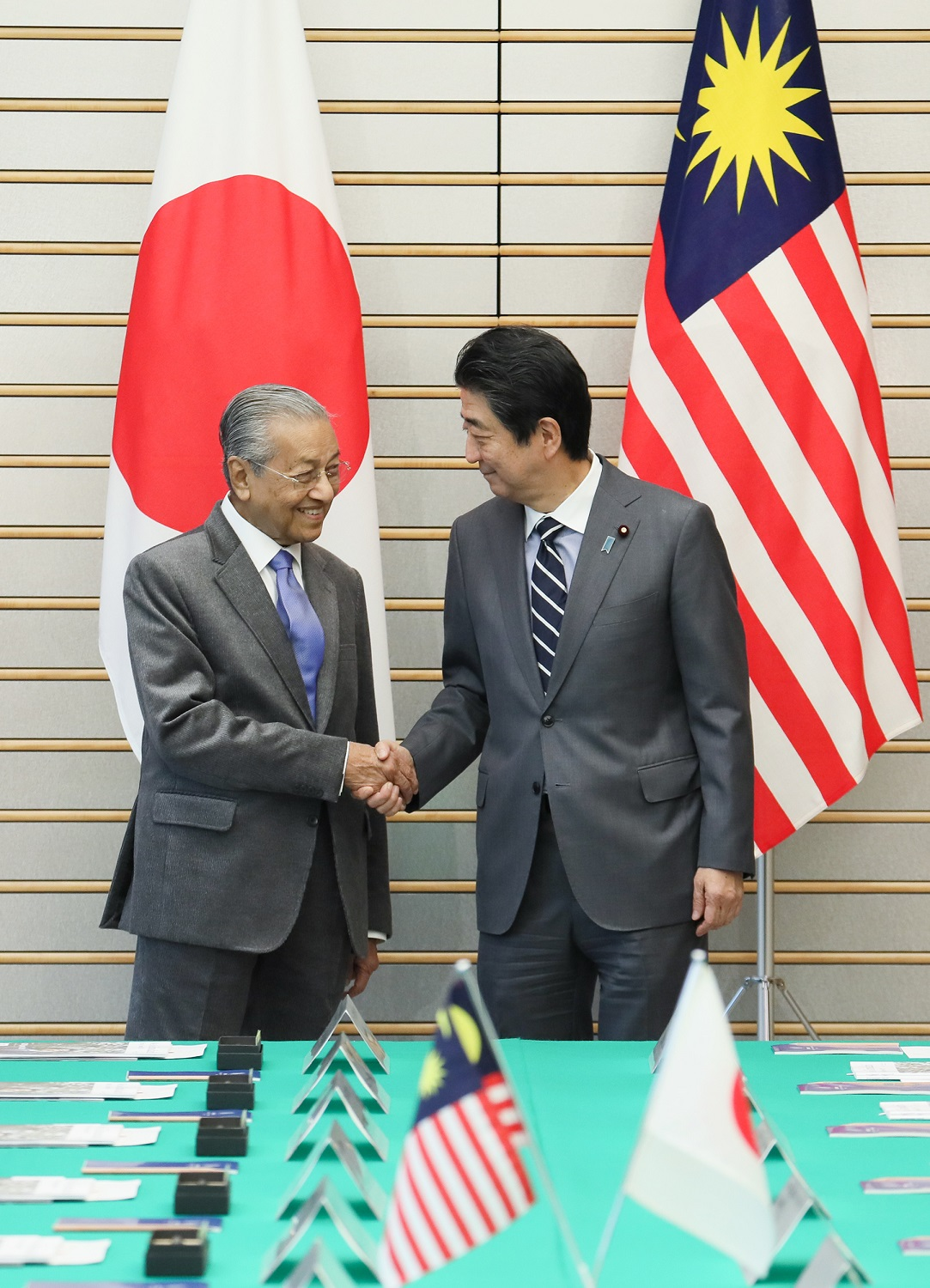
Em 31 de maio de 2019, Abe encontrou-se com Mahathir bin Mohamad, o primeiro-ministro da Malásia, que estava visitando o Japão.

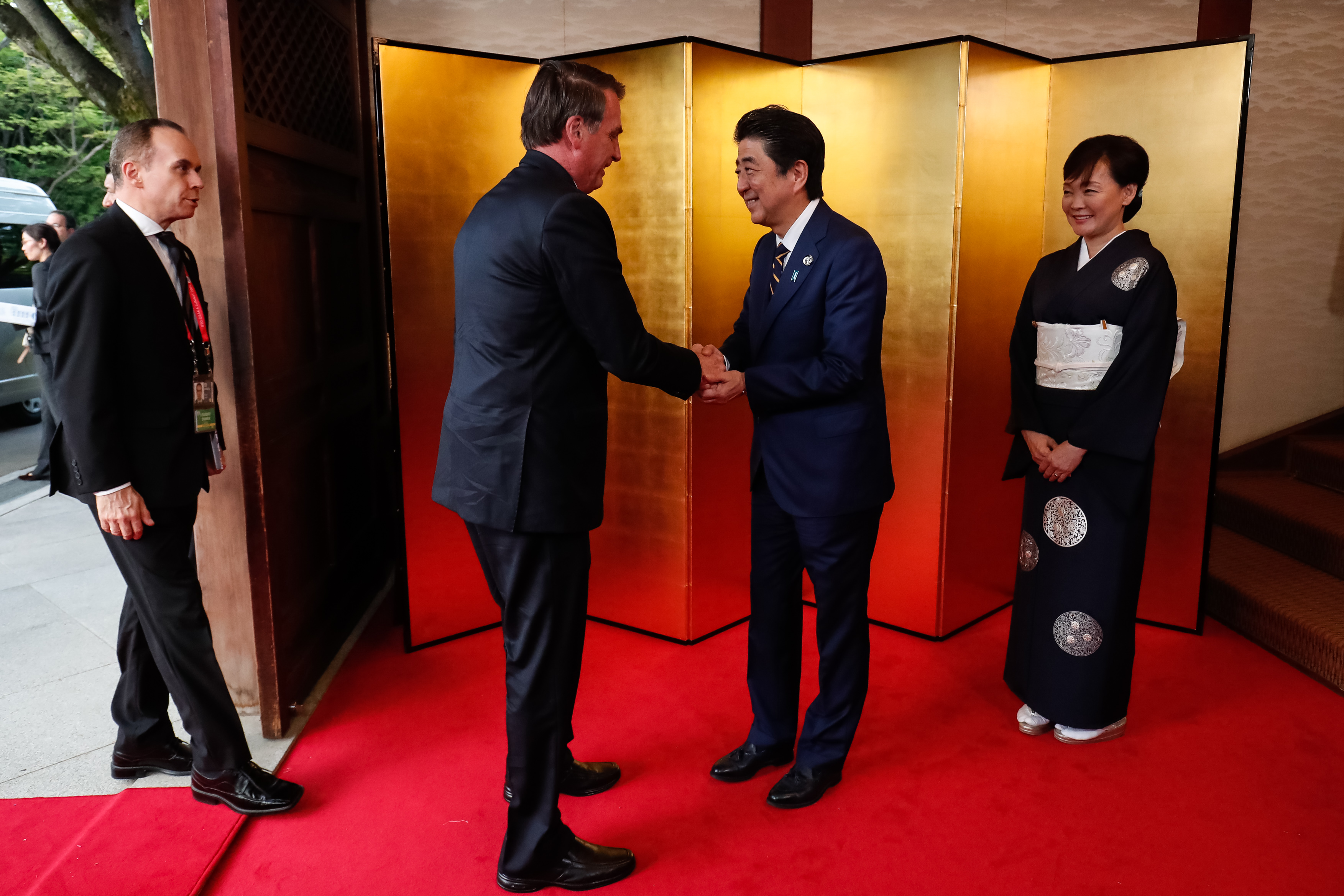
Abe com com o Presidente do Brasil, Jair Bolsonaro, em Osaka, junho de 2019

As eleições gerais de 2017 foram realizadas em 22 de outubro. O primeiro-ministro Abe convocou uma eleição antecipada em 25 de setembro, enquanto a crise da Coreia do Norte era proeminente nos meios de comunicação social. Os oponentes políticos de Abe disseram que a eleição antecipada foi projetada para evitar questionamentos no parlamento sobre supostos escândalos. Esperava-se que Abe retivesse a maioria dos assentos na Dieta. A coalizão de governo de Abe obteve quase a maioria dos votos e dois terços das cadeiras. A campanha e a votação de última hora ocorreram quando o Tufão Lan, o maior tufão de 2017, estava causando estragos no Japão.

### Renúncia

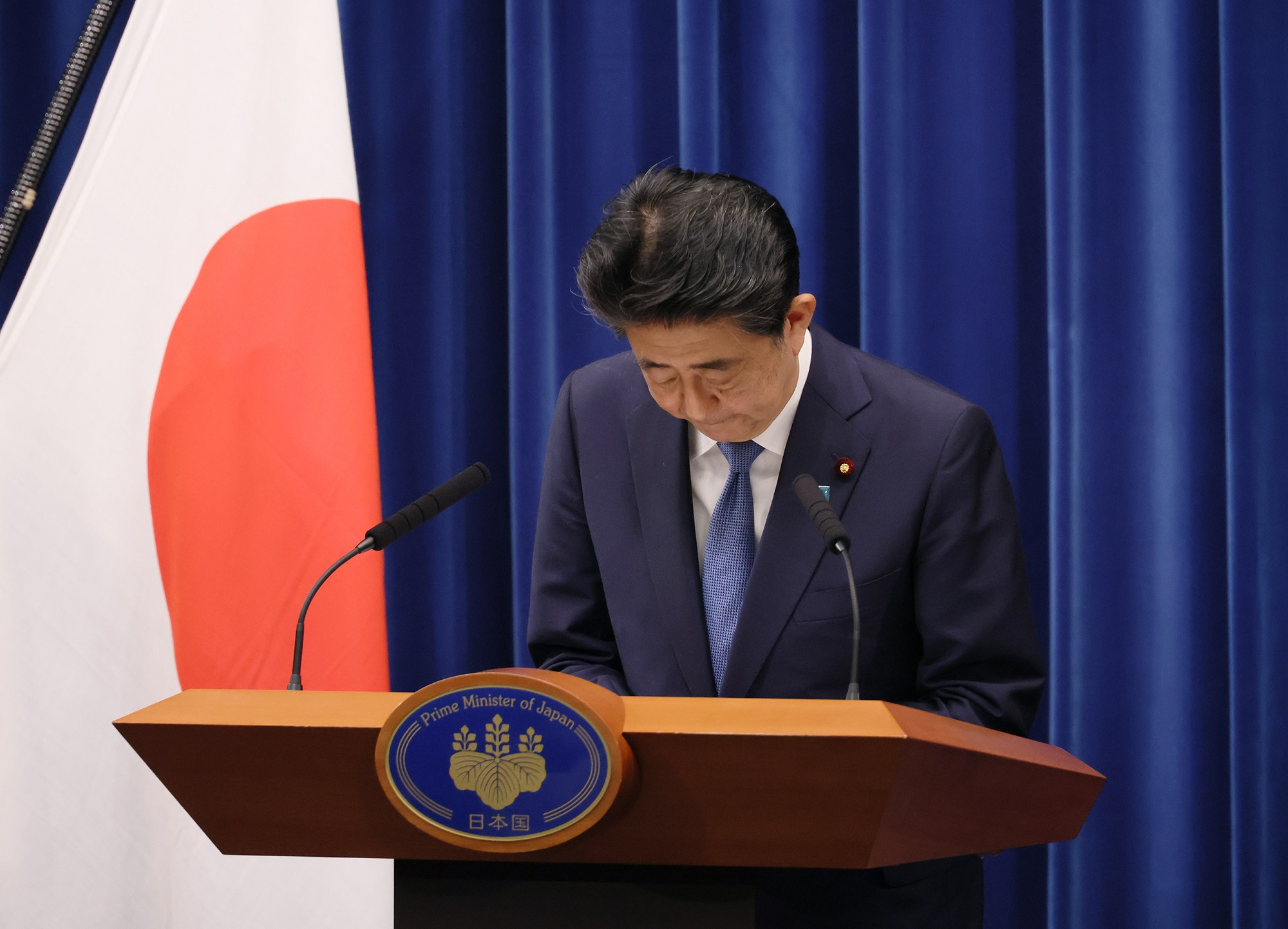
Abe se curvando após anunciar sua renúncia durante uma coletiva de imprensa em Tóquio, em 28 de agosto de 2020

A colite ulcerosa de Abe piorou em junho de 2020 e resultou na deterioração de sua saúde durante o verão. Após várias visitas ao hospital, Abe anunciou em 28 de agosto de 2020 que pretendia renunciar ao cargo de primeiro-ministro, citando sua incapacidade de desempenhar as funções do cargo enquanto buscava tratamento para sua condição. Ele permaneceu no cargo até que um sucessor fosse escolhido pelo Partido Liberal Democrata. Durante a coletiva de imprensa anunciando sua renúncia, Abe se recusou a endossar qualquer sucessor específico. Abe lamentou não ser capaz de cumprir totalmente seus objetivos políticos devido à sua demissão antecipada.
Abe deixou o cargo oficialmente em 16 de setembro, sendo sucedido por Yoshihide Suga.

## Vida pessoal
Abe casou-se com Akie Matsuzaki, uma socialite e ex-disc jockey de rádio, em 1987. Ela é filha do presidente da Morinaga, fabricante de chocolates, sendo popularmente conhecida como o "partido da oposição doméstica" devido às suas opiniões francas, que muitas vezes contradiziam as de seu marido. Após o primeiro mandato de seu esposo como primeiro-ministro, ela abriu um izakaya orgânico no distrito de Kanda, em Tóquio, mas permaneceu inativa na administração devido à insistência de sua sogra. O casal não teve filhos, tendo passado por tratamentos de fertilidade mal sucedidos no início do casamento. Abe pertencia ao budismo e à religião xintoísta.
Além de seu japonês nativo, Abe falava inglês.
Em resposta à proibição do abacaxi da China em 1º de março de 2021, o Japão importou um recorde de 6 000 toneladas de abacaxis taiwaneses. Em 28 de abril, Abe twittou uma foto sua com cinco abacaxis. Em cinco horas, tornou-se viral. A presidente de Taiwan, Tsai Ing-wen, respondeu em japonês dizendo que enviaria mais abacaxis a qualquer momento.

## Assassinato
Em 8 de julho de 2022, às 11h30, horário padrão do Japão, Shinzo Abe foi baleado enquanto fazia um discurso de campanha em Nara. O assassino usou uma arma de fogo artesanal que disparou dois tiros, o primeiro acabou não o acertando, ao se virar para trás, o segundo tiro foi efetuado que acabou atingindo-o fatalmente no pescoço e no coração. Um homem de 41 anos chamado Tetsuya Yamagami (ex-oficial da Força Marítima de Autodefesa do Japão), foi preso após o tiroteio.  Abe foi levado às pressas para o Hospital Universitário Médico de Nara em Kashihara, onde mais tarde foi declarado morto às 17h03, horário local. Antes de sua chegada ao hospital, Abe já não apresentava sinais vitais. Apesar de uma transfusão de 100 unidades de sangue, a hemorragia foi muito grande e as tentativas de ressuscitá-lo falharam. Ele tinha 67 anos. Em resposta ao tiroteio e sua subsequente morte, vários líderes mundiais atuais e antigos expressaram suas simpatias e apoio a Abe.